# Elecciones primarias de COPEI de 1993
Las elecciones primarias abiertas de COPEI fueron realizadas el 25 de abril de 1993, en las que no solo los militantes de COPEI, sino cualquier ciudadano venezolano con derecho a voto, podía participar.

## Contexto
La iniciativa de realizar primarias abiertas surgió, entre otros fines, evitar divisiones y generar confianza dentro del partido. Así mismo el propósito de la elección fue la escogencia de un candidato dentro de las filas para participar en las elecciones generales de 1993.
Sin embargo, la situación se tornó más compleja cuando Rafael Caldera, uno de los líderes históricos de Copei, empezó a mostrar señales de distanciamiento y se planteó la posibilidad de lanzar una candidatura independiente, con el apoyo del Movimiento al Socialismo (MAS). A esto se sumó la participación de otras figuras políticas relevantes, como Oswaldo Álvarez Paz, gobernador de Zulia, y Humberto Calderón Berti, ex canciller, quienes también aspiraban a la presidencia. Álvarez Paz, por su parte, intentó posicionarse como una figura de «renovación sin ruptura», evocando la continuidad de la trayectoria política de Caldera, pero desde una perspectiva más joven y renovada.

### Resultados
Felipe Montilla, presidente de la Comisión Electoral Nacional, anunció los resultados parciales, aunque definitivos, a última hora de la tarde del 25 de abril: «60,9 % para Álvarez Paz, 33,9 % para Fernández y 5,2 % para Humberto Calderón Berti». Álvarez Paz obtuvo casi el doble de votos que Eduardo Fernández, lo que consolidó su posición como el candidato favorecido en estas elecciones internas.
|  | 60.9 % |

|  | 33.9 % |

|  | 5.2 % |

## Consecuencias
El triunfo de Álvarez Paz generó inquietud entre los líderes de COPEI, incluido el expresidente Luis Herrera Campíns, quien reconoció que, pese a las ventajas electorales que este candidato podría ofrecer, la figura de Rafael Caldera se les escapaba en un momento crucial. A pesar de su pesimismo previo sobre la fragmentación del partido, Herrera Campíns apeló a la esperanza de una reconciliación «Creo que ahora, más que nunca, se impone, no solamente la prédica, sino el ejercicio del diálogo para tratar de llegar a una unificación de los espíritus. Pienso que algo nuevo se está abriendo en el país y tenemos que actuar con mucho equilibrio, patriotismo y solidaridad».
Este resultado electoral, aunque favorable para Álvarez Paz, profundizó las divisiones dentro del partido, poniendo en duda su capacidad para presentarse como una fuerza unida de cara a las elecciones presidenciales de ese año.
El 29 de abril, desde Nueva York, Caldera comentó al respecto de los comicios internos: «Si yo he sostenido que el país no desea una fórmula partidaria, sino de unión para resolver los problemas, si hubiera ido a ese certamen y hubiera vencido, me hubiera convertido en el candidato de un partido e indudablemente sujeto a los condicionamientos de un cogollo».